# Cabo Abrahamsen
O Ponto Abrahamsen (54° 03′ S, 37° 08′ O) é um cabo que separa a Baía do Farol do Porto Príncipe Olav, os dois braços ocidentais da Baía Cook, na costa norte da Geórgia do Sul. Mapeado pelo pessoal da DI em 1929 e provavelmente recebeu o nome do Capitão Abrahamsen, então o gerente da estação baleeira no Porto Príncipe Olav.
 Este artigo incorpora material em domínio público  de United States Geological Survey   , documento "Cabo Abrahamsen" (conteúdo do Geographic Names Information System).